# Liste der Schweizer Botschafter in Luxemburg
Schweizer Botschafter im Grossherzogtum Luxemburg.

## Missionschefs
Bis 1970 Resident in Brüssel, siehe → Liste der Schweizer Botschafter in Belgien.
- 1970–1973: Max Feller (1916–)
- 1973–1978: Pierre Thévenaz (1917–2001)
- 1978–1979: Charles Masset (1915–1988)
- 1979–1981: Paul Jaccaud (1919–2003)
- 1981–1984: Etienne Bourgnon (1919–)
- 1985–1987: André-Louis Vallon (1930–)
- 1987–1991: André Maillard (1926–2005)
- 1991–1996: Franz Birrer (1932–)
- 1996–1999: Thomas Wernly (1942–)
- 1999–2002: Peter Friederich (1942–)
- 2002–2007: Ingrid Apelbaum Pidoux (1948–)
- 2007–2012: Philippe Guex
- 2012–heute: Urs Hammer